# Winter-Paralympics 1988/Medaillenspiegel
Medaillenspiegel der 4. Winter-Paralympics 1988 in Innsbruck.
| Medaillenspiegel | Medaillenspiegel   | Medaillenspiegel | Medaillenspiegel | Medaillenspiegel | Medaillenspiegel |
| Platz            | Land               | Goldmedaille     | Silbermedaille   | Bronzemedaille   | Gesamt           |
| ---------------- | ------------------ | ---------------- | ---------------- | ---------------- | ---------------- |
| 1                | Norwegen           | 25               | 21               | 14               | 60               |
| 2                | Österreich         | 20               | 10               | 14               | 44               |
| 3                | BR Deutschland     | 9                | 11               | 10               | 30               |
| 4                | Finnland           | 9                | 8                | 8                | 25               |
| 5                | Schweiz            | 8                | 7                | 8                | 23               |
| 6                | Vereinigte Staaten | 7                | 17               | 6                | 30               |
| 7                | Frankreich         | 5                | 5                | 3                | 13               |
| 8                | Kanada             | 5                | 3                | 5                | 13               |
| 9                | Schweden           | 3                | 7                | 5                | 15               |
| 10               | Italien            | 3                | –                | 6                | 9                |
| 11               | Spanien            | 1                | 2                | 1                | 4                |
| 12               | Polen              | 1                | 1                | 6                | 8                |
| 13               | Neuseeland         | –                | 1                | –                | 1                |
| 14               | Japan              | –                | –                | 2                | 2                |
| 14               | Sowjetunion        | –                | –                | 2                | 2                |
| Gesamt           | Gesamt             | 96               | 93               | 90               | 279              |